# Portacomaro
Portacomaro ist eine Gemeinde in der italienischen Provinz Asti (AT), Region Piemont.

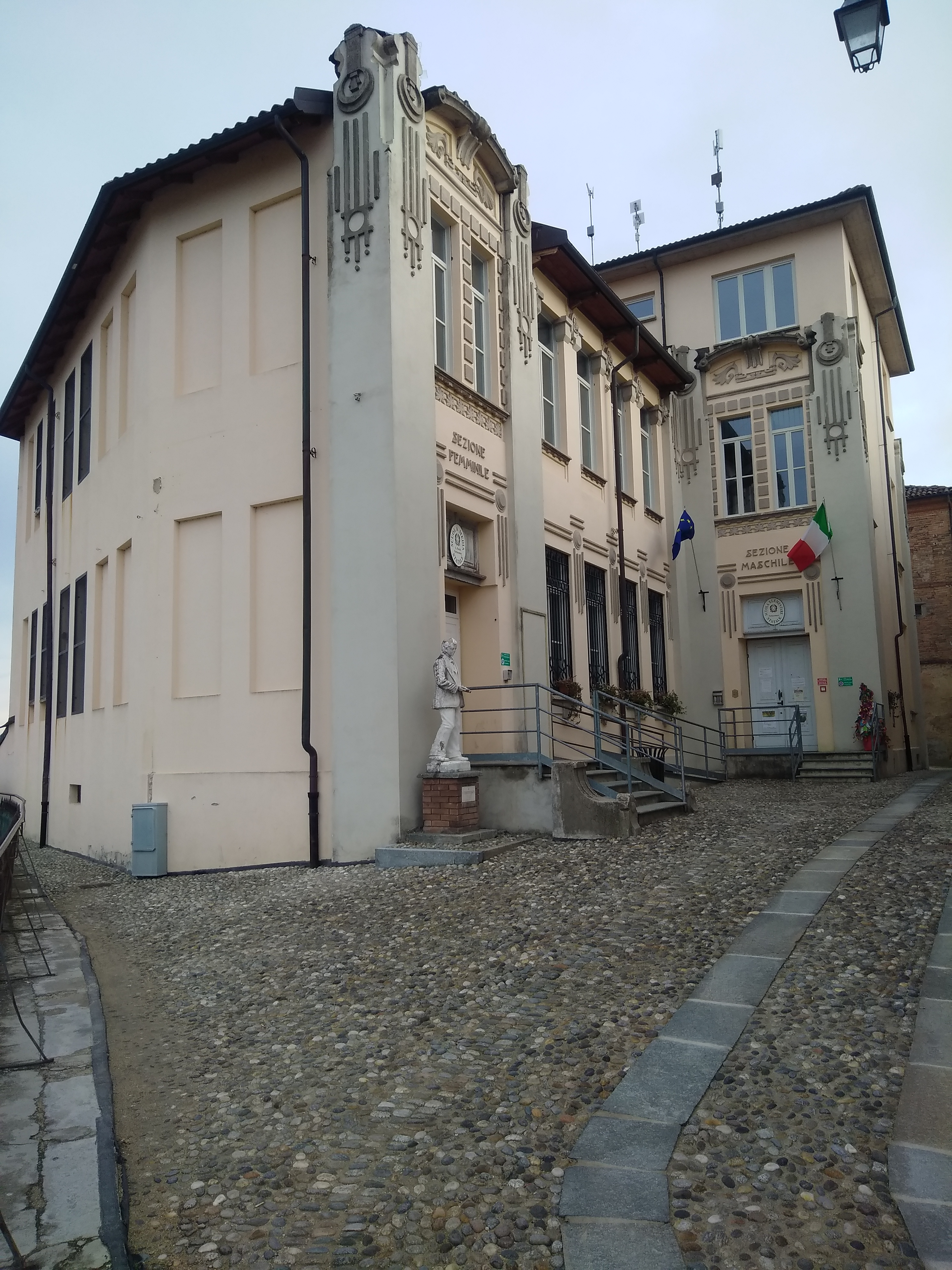
Schule

## Lage und Einwohner
Portacomaro liegt 10 km nördlich von der Provinzhauptstadt Asti entfernt. Das Gemeindegebiet umfasst eine Fläche von zehn km² und hat 1902 Einwohner (Stand 31. Dezember 2023). 
Die Nachbargemeinden sind Asti, Calliano, Castagnole Monferrato und Scurzolengo.

## Geschichte
Eine antike Bescheinigung des Ortes (961) in der Form DE CURTE ACOMARIJ muss als Ergänzung des Substantivs „Tür“ zum römischen Stab ACOMARIUS interpretiert werden, der sich offenbar nicht so sehr auf das Vorhandensein von Zugangstoren bezieht. Die mittelalterliche Stadt entwickelte sich jedoch durch eine Anpassung des Begriffs „corte“ zu „corta“ und schließlich zum heutigen Eintrag. Der Ortsname bedeutet daher „der Hof von Acomaro“.
Im Jahr 1159 wurde es von Federico Barbarossa an Asti abgetreten und war lange Zeit zwischen Asti und den Markgrafen von Monferrato umstritten. Nach dem Tod von Giovanni Paleologo nutzten die Einwohner von Asti die Regentschaft des Herzogs von Braunschweig aus und belagerten und zerstörten die Befestigungsanlagen. Anschließend wurden sowohl Asti als auch seine Nebengebiete von Gian Galeazzo Visconti als Mitgift an seine Tochter Valentina vergeben, die 1387 Ludwig von Valois heiratete.
Ab dem 17. Jahrhundert gehörte das Lehen Nicolò Coardi, der als Nachkomme einer spanischen Adelsfamilie dorthin übersiedelte. Er landete Mitte des 16. Jahrhunderts und wurde 1610 Präsident und Generalfinanzchef des Herzogs Carlo Emanuele I. von Savoyen.
Das älteste religiöse Gebäude ist die dem Heiligen Petrus geweihte Kirche, die bis zum 16. Jahrhundert als Pfarrkirche diente. Im 15. Jahrhundert wieder aufgebaut, stammen einige Teile aus der Zeit um 1120. Es hat eine Giebelfassade mit einem Steinportal und einer Krönung mit Bögen. Die heutige Pfarrkirche, San Bartolomeo geweiht, wurde gegen Ende des 16. Jahrhunderts erbaut und bestand aus einem einzigen Kirchenschiff. Das Bauwerk wurde 1870 vergrößert und mit einem Glockenturm und einer Fassade im neobarocken Stil bereichert. Im Inneren befindet sich ein Altar aus dem 18. Jahrhundert aus polychromem Marmor und ein monumentaler Altar der Madonna del Rosario aus vergoldetem und bemaltem Holz aus der zweiten Hälfte des 17. Jahrhunderts. Angrenzend an das Rathaus befindet sich die Bruderschaft der Annunziata oder Kirche der Battuti aus dem Ende des 18. Jahrhunderts. Von der antiken Schutzhütte sind jedoch nur noch Teile der Mauern und die massive zylindrische Bastion zum Platz hin erhalten.

## Papst Franziskus
Aus dem Ort stammt die Familie von Papst Franziskus, der mit bürgerlichem Namen Jorge Mario Bergoglio hieß. Sein Großvater Giovanni Angelo Bergoglio hatte sechs Kinder, von denen ein Sohn, Giuseppe Mario Francesco Bergoglio (1908–1959), Ende der 1920er-Jahre nach Argentinien auswanderte und dort bei der Eisenbahn eine Anstellung fand. Papst Franziskus wurde nachgesagt, heute noch den Dialekt der Gegend um Portacomaro zu sprechen und die Lieder der Auswanderer zu beherrschen.

## Kulinarische Spezialitäten
Bei Portacomaro werden Reben der Sorte Barbera für den Barbera d’Asti, einen Rotwein mit DOCG Status, sowie für den Barbera del Monferrato angebaut.